# Tentacule érotique

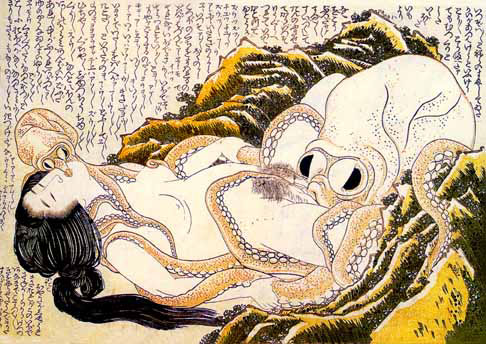
Le Rêve de la femme du pêcheur (1814), dessin d'Hokusai représentant une femme au cours d'un rapport sexuel avec deux monstres tentaculaires.

Les tentacules érotiques (触手責め, shokushu zeme, soit littéralement « attaques de tentacules ») sont un concept se rapprochant de la zoophilie que l'on retrouve principalement dans la pornographie japonaise et qui décrit des scènes au cours desquelles des créatures munies de tentacules ont des rapports sexuels avec des femmes ou, moins fréquemment, des hommes ou des futanari. Ces créatures peuvent être réelles (pieuvres, calamars) ou imaginaires (monstres, extraterrestres). Bien que ce soit parfois le cas, les scènes décrites dans ce type de productions pornographiques ne sont pas toujours des viols et les rapports peuvent être consentis. Il existe de nombreuses variations autour de ce thème et les créatures peuvent par exemple être remplacées par des végétaux ou des robots.
C'est au Japon que ce genre d'érotisme est le plus populaire (il fait même fréquemment l'objet de parodies). Bien qu'il apparaisse également dans des films ou des romans, en Occident, les tentacules érotiques sont généralement associés aux mangas pornographiques (hentai) et constituent un phénomène culturel. Si le concept a été très largement popularisé dans les années 80 et 90, on en retrouve les prémices chez des artistes du XVIIIe siècle ou du XIXe siècle comme Hokusai au Japon ou Martin Van Maele en Europe.

## Historique

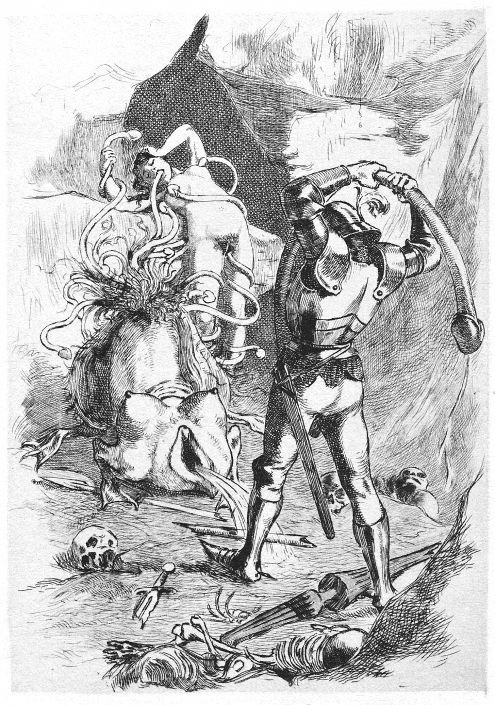
Gravure issue de La Grande Danse macabre des vifs de Martin Van Maele (1905)

Les créatures munies de tentacules ont fait leur apparition dans l'érotisme japonais bien avant la bande dessinée ou la pornographie animée. Ainsi, on peut en trouver un des premiers exemples dès 1814 avec Le Rêve de la femme du pêcheur, gravure érotique japonaise (shunga) de Katsushika Hokusai mettant en scène une femme et deux octopodes dont un lui administre un cunnilingus,. On peut aussi en trouver un exemple en Europe en 1905 avec une illustration du graveur français Martin Van Maele dans son ouvrage La Grande Danse macabre des vifs où une femme se fait pénétrer par un monstre aux tentacules phalliques.
Avant que le genre se démocratise au Japon, deux films américains sortis en 1981 font découvrir aux spectateurs occidentaux le concept de tentacules érotiques. Dans le film Evil Dead de Sam Raimi, une des héroïnes se fait violer par des arbres possédés par des démons et dans La Galaxie de la terreur produit par Roger Corman, c'est un extraterrestre ayant l’apparence d'un ver géant muni de tentacules qui capture, déshabille, viole et tue une astronaute. C'est aussi cette année que sort le film franco-allemand Possession d'Andrzej Żuławski qui aborde également cette thématique. Plus récemment, le film mexicain La Région sauvage d'Amat Escalante, Lion d'argent à la Mostra de Venise, montre une scène de sexe entre une femme et un extraterrestre possédant des tentacules. 
Ce fétichisme devient réellement populaire au Japon dans les années 80 avec le premier OAV issu du manga Urotsukidoji de Toshio Maeda puis avec la série Demon Beast Invasion du même auteur. Maeda utilisait alors les tentacules comme substituts aux pénis pour contourner la censure japonaise. En effet, l'article 175 du code pénal japonais interdit tout matériel « obscène » dont les représentations d'organes génitaux mais ne peut concerner les tentacules,.
Depuis, le « tentacles porn » est devenu un des genres pornographiques les plus populaires au Japon et, grâce à Internet, s'est exporté en Amérique et en Europe.

## Exemples d’œuvres mettant en scène des tentacules érotiques

### Manga pornographique (Hentai)
- Urotsukidoji de Toshio Maeda (1986-1989)
- Demon Beast Invasion de Toshio Maeda (1989)
- La Blue Girl de Toshio Maeda (1989-1992)
- Cambrian de Noboru Miyama (1999)
- The Armored Valkyries de Musashi Daichi (2012)
- Non-Human Life de Neito Kimura (2016)
- Trans Bitch de Ikeskita Maue (2018)

### Bande dessinée érotique non asiatique
- Barbarella de Jean-Claude Forest (1964)
- Morbus Gravis de Paolo Eleuteri Serpieri (1986)
- Le Couvent infernal d'Ignacio Noé et Ricardo Barreiro (1996)
- Hilda de Hanz Kovacq (2000)

### Animation pornographique
- Wicked City de Yoshiaki Kawajiri (1987) d'après le roman du même nom de Hideyuki Kikuchi
- Venus 5 d'Osamu Inoue (1994)
- Tina, mercenaire de l'espace (1996)
- Beast City (淫魔大都市?) de Shinichi Watanabe (1996-1998)
- Alien from the Darkness (淫獣エイリアン?) de Norio Takanami (1997)
- Mission of Darkness (淫獣大決戦?) de Futoshi Kikumoto (1997)
- Sex Demon Queen (ヤーリマクィーン?) de Takeshi Aoki (2000)
- La Blue Girl Returns de Hiroshi Ogawa et Kan Fukumoto (2001)
- Blood Royale (ブラッドロイヤル?) de Jyuhachi Minamizawa (2002)
- Sexy Magical Girl de Hiroshide Shikishima (2003-2005)
- Rei Zero (特務捜査官レイ＆風子?) de Hideki Araki (2006)
- Armored Knight Iris (装甲騎女イリス?) de Rousuke Takahashi (2007)
- Space Pirate Sara (宇宙海賊サラ?) de Yanaha Sadayama (2008-2010)
- Tentacle and Witches (テンタクル アンド ウィッチーズ?) de Tsukasa Kaidou (2011) d'après l'eroge du même nom

### Cinéma non pornographique
- Horreur à volonté de Daniel Haller (1970)
- Evil Dead de Sam Raimi (1981)
- La Galaxie de la terreur de Bruce D. Clark (1981)
- Possession d'Andrzej Żuławski (1981)
- Edo Porn de Kaneto Shindō (1981)
- La Région sauvage d'Amat Escalante (2016)

### Littérature
- Le Baiser de la pieuvre de Patrick Grainville (2010)